# Jumpol Adulkittiporn
Jumpol Adulkittiporn (จุมพล อดุลกิตติพร, Bangkok, Tailandia; 20 de enero de 1991) también conocido por su apodo Off (ออฟ) es un actor, modelo y presentador tailandés, conocido por interpretar los papeles de Pick en la serie Senior Secret Love: Puppy Honey (2016) y Khai en Theory Of Love (2019) junto a Atthaphan Phunsawat, ambos actores adquirieron popularidad bajo el nombre OffGun obteniendo sus propios shows OffGun Fun Night (2017) y OffGun Mommy Taste (2019) además de reconocimiento en Asia y otras partes del mundo.

## Primeros años y estudios
Off es el hijo menor de una familia de cuatro integrantes, sus padres Dararat Adulkittiporn y Sompob Adulkittiporn, y una hermana mayor. Asistió a la escuela secundaria Wat Ratchabophit School y estudió en la Facultad de Tecnologías de la Información y Comunicaciones en la Universidad de Bellas Artes de Tailandia (Universidad Silpakorn), de donde se graduó en 2014.

## Carrera artística

### Primeros años
En 2013 apareció como extra en la serie televisiva Hormones, pero fue hasta 2014 donde incursiono formalmente en la televisión tailandesa como uno de los presentadores en el programa Five Live Fresh de Bang Chanel, tras ser invitado a audicionar por Nuttapong Mongkolsawas. 
Tras la desaparición de Bang Chanel, canal perteneciente a GMM Grammy, Off mantuvo contrato con la empresa, apareciendo sin previo entrenamiento en actuación en la serie Room Alone 401-410 como uno de los 10 personajes principales, esta fue la primera serie dramática producida tras la reestructuración de Grammy Television en GMMTV.
Posteriormente continuó su carrera como actor en el cortometraje A Love Exchange: รัก-แลก y las series Wifi Society: The Horror Home, Ugly Ducckling Series: Pity Girl y la segunda temporada de Room Alone 2. No fue sino hasta 2016 cuando interpretó el papel de Pick en la serie Senior Secret Love: Puppy Honey junto a Atthaphan Phunsawat que su nombre comenzó a ganar notoriedad, la dupla formada junto a Atthaphan bajo el sobrenombre OffGun sería el punto de partida de su ascenso en popularidad.
En 2016 formó parte del reparto de SOTUS: The Series interpretando a Bright. Para 2017 regresa en su mismo papel en SOTUS S, además de participar en Fabulous 30 como Zen y repetir su papel de Pick en la segunda temporada de Senior Secret Love: Puppy Honey, para entonces las series en formato Boys Love producidas por GMMTV comenzaban a atraer a un gran público, es así que Off participó en la primera edición de Y I Love you fan party, además de tener junto a Atthaphan su primer fan meeting como OffGun, curiosamente este se dio en Corea y no en Tailandia, ese mismo año ambos estrenan su primer programa de variedades OffGun Fun Night.

### 2018-2019: Consolidación como actor y ascenso a la fama
Con la formación de OffGun, Off comenzó a trabajar junto a Gun en numerosos proyectos, y PickRome, la pareja que interpretaron en Senior Secret Love: Puppy Honey, se convirtió en el estandarte del inicio de su marca en conjunto, adicional a su programa OffGun Fun Night renovado para una segunda temporada en 2019, en 2018 repitió su papel de Pick en la antología especial de parejas boys love titulada Our Skyy, cuya promoción incluyó la gira Our Skyy Fan Meeting por distintas ciudades de Tailandia, ese mismo año también participa en la segunda edición de Y I Love you fan party, y a finales de año Off anuncia que volverá a protagonizar una serie con Gun, esta vez con un nuevo personaje, la anticipada serie se trata de Theory of Love, basada en la novela del mismo nombre escrita por JittiRain, y que se programo para estrenarse en 2019.
A inicios de 2019 Off participa en la serie Wolf interpretando a Por, uno de los cinco protagonistas y en febrero del mismo año arrancan las grabaciones de Theory of Love que duran un aproximado de tres meses, ante la inminente fama que había adquirido OffGun la promoción de la serie se extendió no solo a entrevistas sino también a una gira por Asia que incluyó fan meetings en Japón, China, Corea, Vietnam, Myanmar, Malasia y Taipéi, entre otras ciudades. Theory of Love se estrena en junio de 2019 y obtiene una recepción positiva por parte del público que elogia el diseño de producción y el OST, el cual incluye la canción Fake Protagonist escrita específicamente para la misma por el grupo musical tailandés Getsunova, la serie cuenta a día de hoy con una puntuación de en 7.9/10 en el sitio web de IMDb.
A pesar de sus estudios en comunicación, su participación cada vez más frecuente en series y el trabajo en los talleres que estas incluyen, logran establecer a Off en la industria de la actuación, siendo en la actualidad uno de los actores más rentables de la empresa GMM.

## Filmografía
| Año  | Serie                             | Personaje             |
| ---- | --------------------------------- | --------------------- |
| 2013 | Hormones                          | Extra (episodio 1)    |
| 2014 | Room Alone                        | Puen                  |
| 2015 | Wifi Society: The Horror Home     | Sam                   |
| 2015 | Ugly Duckling Series: Pity Girl   | Tom                   |
| 2015 | Room Alone 2                      | Puen                  |
| 2016 | Senior Secret Love: Puppy Honey   | Pick                  |
| 2016 | Sotus                             | Bright                |
| 2017 | Senior Secret Love: Puppy Honey 2 | Pick                  |
| 2017 | Teenage Mom: The Series           | Asistente de dentista |
| 2017 | Fabulous 30                       | Zen                   |
| 2017 | Sotus S                           | Bright                |
| 2018 | Chuamong Tong Mon                 | Sun                   |
| 2018 | Our Skyy                          | Pick                  |
| 2019 | Wolf: La serie                    | Por                   |
| 2019 | Theory Of Love                    | Khai                  |
| 2020 | Girl Next Room                    | Krathing              |
| 2020 | Fai Sin Chua                      | Ron                   |
| 2020 | I'm Tee, me too                   | Maytee                |
| 2021 | Girl2k                            | Thawin                |
| 2021 | 46 Days                           | Pat                   |
| 2022 | Not me                            | Sean                  |
| 2023 | The Jungle                        | Pine                  |
| 2023 | Cooking Crush                     | Ten                   |

| Año     | Programa                                         |
| ------- | ------------------------------------------------ |
| 2014    | 5 LIVE FRESH                                     |
| 2016    | Let's Play Challenge episodios 4, 23, 25, 40, 48 |
| 2017    | TEAMGIRL episodios 29, 30, 45, 78                |
| 2017    | OffGun Fun Night Temporada 1                     |
| 2018    | School Rangers                                   |
| 2019    | OffGun Fun Night Temporada 2                     |
| 2020    | Friend Drive                                     |
| 2020-21 | OffGun Mommy Taste                               |

| Año  | Nombre                  |
| ---- | ----------------------- |
| 2014 | A Love Exchange: รัก-แลก |
| 2016 | THX. (Thanks)           |
| 2019 | LOVE FROM OUTTA SPACE   |

| Año  | Video                                                         |
| ---- | ------------------------------------------------------------- |
| 2014 | จิ๊กซอว์ (Jigsaw) - แพรว คณิตกุล feat. ปันปัน                        |
| 2016 | scrubb - ฝน                                                   |
| 2019 | ความเงียบดังที่สุด - ออฟ, กัน cover                                 |
| 2019 | Getsunova - พระเอกจำลอง (OST. ทฤษฎีจีบเธอ Theory of love)       |
| 2020 | ไม่รักไม่ลง (TOO CUTE TO HANDLE) - ออฟ, กัน                       |
| 2021 | ป่ะล่ะ (PALA) - POKMINDSET                                      |
| 2022 | เข้าข้างตัวเอง (MY SIDE) (OST. NOT ME เขว... ไม่ใช่ผม) - ออฟ, กัน   |
| 2023 | จุดจบคนเก่ง (In The End) (OST. The Jungle) - ออฟ จุมพล           |
| 2023 | What's Zabb (OST. Cooking Crush อาหารเป็นยังไงครับหมอ) - ออฟ, กัน |
| 2024 | ข้างๆ ยังว่าง (AVAILABLE) - ออฟ, กัน                              |